# Günter Schlegel
Günter Schlegel (* 10. Januar 1926 in Zeitz; † 13. Februar 2004) war ein deutscher Fußballspieler, der als Akteur von Göttingen 05, Hamburger SV und Concordia Hamburg von 1949 bis 1960 in der Fußball-Oberliga Nord 293 Spiele bestritten und dabei 166 Tore erzielt hat.

## Laufbahn

### Göttingen, 1949 bis 1953
Der in Zeitz, im südlichen Sachsen-Anhalt aufgewachsene Günter Schlegel, erlernte das Fußballspiel im selben Verein wie der spätere DDR-Nationalspieler Manfred Kaiser, in der Jugendabteilung der dortigen SpVgg Zeitz 1910. Nach dem Zweiten Weltkrieg verschlug es ihn in das Weserbergland nach Niedersachsen und er spielte beim SC Preußen Hameln bis 1948 in der Verbandsliga Hildesheim. Er versuchte es erstmals zur Runde 1948/49 beim Hamburger SV, kam aber unter Trainer Hans Tauchert nur zu wenigen Einsätzen in Freundschaftsspielen und kehrte vorübergehend nach Zeitz zurück. Im Winter schloss sich Schlegel Göttingen 05 an, wo er ab Januar 1949 spielberechtigt war. Für die Schwarz-Gelben vom Maschpark bestritt er in der ehemaligen 13er-, mittlerweile 12er-Staffel – Holstein Kiel war seit November 1948 ausgeschlossen – in der Rückrunde alle elf Spiele für Göttingen und erzielte vier Tore. Durch den 11. Rang wären die 05er zwar abgestiegen, durch die Aussetzung des Abstiegs und die gleichzeitige Erweiterung der Liga auf 16 Clubs zur Runde 1949/50 blieb Schlegel mit seinem neuen Verein aber in der Oberliga Nord. Spektakulär sein Debüt für Göttingen: Am 23. Januar 1949 gelingt den Schwarz-Gelben mit dem neuen Halbstürmer ein 2:0-Heimerfolg gegen den Tabellenführer FC St. Pauli. Vor 17.000 Zuschauern erzielt Schlegel in der 51. Minute den 2:0-Endstand gegen die „Wundermannschaft“ mit der Läuferreihe Harald Stender, Walter Dzur und Hans Appel.
In seinem ersten vollständigen Spieljahr bei Göttingen 05, 1949/50, jetzt trainierte Willi Schäfer die Mannschaft, bestreitet der wahlweise als Halb- oder Mittelstürmer agierende Schlegel alle 30 Ligaspiele und zeichnet sich als elffacher Torschütze aus. Wiederum kämpft er mit seiner Mannschaft aber gegen den Abstieg, Göttingen landet mit 22:38 Punkten auf dem 13. Platz. Persönlich schafft Schlegel, mit glänzender Technik, Spielintelligenz und enormer Schuss- und Kopfballstärke ausgestattet, im Rekordjahr der HSV-Torfabrik, 1950/51, mit 28 Treffern in 30 Spielen den Durchbruch. Er gehört ab dieser Runde zu dem Kreis der besten Offensivspieler im Norden. Auch der souveräne Meister HSV mit Rekordtorjäger Herbert Wojtkowiak (40 Tore) in den Reihen, erfährt den Aufschwung der Göttinger. Vor der Rekordkulisse von 22.000 Zuschauern setzt sich die Mannschaft von Trainer Günter Brust am 15. Oktober 1950 im heimischen Maschpark mit 2:0 Toren durch und übernimmt sogar acht Tage später durch den 4:2-Erfolg gegen den Bremer SV mit 15:5 Punkten vorübergehend die Tabellenführung im Norden. In sieben Spielen zeichnet sich der Göttinger Offensiv-Regisseur – gegen Eintracht Braunschweig, Bremerhaven 93 (sogar in beiden Spielen), Bremer SV, Altona 93, Concordia Hamburg und Arminia Hannover – als Doppeltorschütze in dieser Runde aus. Beim 8:0-Erfolg gegen Absteiger Itzehoer SV erzielt er vier Tore. Zur Spezialität wurden seine wuchtigen Freistöße bzw. Elfmeter. Göttingen kam am Rundenende mit 31:33 Punkten auf den 9. Rang. Als ab 1951/52 Fritz Rebell das Traineramt in der Universitätsstadt übernahm, führte der Aufschwung die Göttinger sogar in die Oberliga-Spitze im Norden. Einer der Protagonisten im Spielerkreis war der unumstrittene Liebling des Göttinger Publikums, Günter Schlegel. Mit 34:26 Punkten eroberte sich das Team von Trainer Rebell und Torhüter Gerd Skudlarek den sechsten Rang und Schlegel steuerte 17 Treffer dazu bei. In seinem fünften Jahr in Göttingen, 1952/53, holte sich der Mann aus Zeitz mit 26 Treffern die Torschützenkrone im Norden, gefolgt von Kurt Hinsch (23) und Emil Maier (21). Zusammen mit den Mannschaftskameraden Stefan Roszali und Karl Wasch hatte Schlegels Torgefährlichkeit Göttingen mit 73 Treffern sogar an die Torquote von Meister HSV mit 78 Toren herangebracht und damit auf den 5. Rang geführt. Schlegel erzielte gegen den VfB Lübeck, Bremerhaven 93 und St. Pauli jeweils drei Treffer und war in fünf weiteren Begegnungen zweifacher Torschütze. Von 1949 bis 1953 absolvierte Schlegel 131 Oberligaspiele für Göttingen 05 und erzielte dabei 87 Tore. Der Hamburger SV holte den 27-Jährigen nach fünf erfolgreichen Jahren in Göttingen zur Runde 1953/54 an den Rothenbaum in die Mannschaft mit der Raute auf der Brust.

### Hamburger SV, 1953 bis 1958
Ausgerechnet in der ersten Saison von Günter Schlegel, 1953/54, beim Serienmeister Hamburger SV, kriselte es bei den Rothosen. Der Neuzugang aus Göttingen kam auf 24 Einsätze und schoss 14 Tore. Der HSV sank aber im fünften Jahr mit Trainer Georg Knöpfle in das tiefe Mittelfeld auf den 11. Platz ab. Zwar führten dazu auch die strafweise abgezogenen vier Punkte wegen der unzulässigen finanziellen Zuwendungen beim Werben um Willi Schröder, aber auch mit vier Punkten mehr wäre der HSV nur auf den fünften Platz gekommen. Am 10. Oktober 1953, einen Tag vor dem WM-Qualifikationsspiel der Fußballnationalmannschaft in Stuttgart gegen das Saarland, läuft Schlegel im Repräsentationsspiel Norddeutschland gegen Westdeutschland in Dortmund im Nordangriff an der Seite von Heinz Wewetzer, Hans Tkotz, Werner Heitkamp und Alfred Beck auf. Bei Bundestrainer Sepp Herberger schafft es der Techniker mit Torjägerqualitäten – ebenso wenig wie die Hannoveraner – aber nicht in den Kreis der Auswahlkandidaten für die Nationalmannschaft vorzustoßen.
Nach der Fußball-Weltmeisterschaft 1954 übernimmt beim HSV das Gespann Martin Wilke und Günter Mahlmann die Trainingsleitung. Aus der Jugend drängen die zwei Großtalente Klaus Stürmer und Uwe Seeler nach. Der Rundenstart glückt mit einem 3:0-Heimerfolg am 29. August 1954 gegen den VfB Oldenburg. Das neue Innentrio mit Stürmer, Seeler und Schlegel überzeugt und zeichnet sich auch mit zwei Treffern (Seeler und Schlegel) dabei aus. Mit 108:41 Toren wird im Norden für klare Verhältnisse gesorgt. Die Standardformation des mit Abstand besten Angriffs lautete: Walter Schemel, Klaus Stürmer, Uwe Seeler, Günter Schlegel und Herbert Wojtkowiak. Schlegel und Uwe Seeler teilen sich mit jeweils 28 Treffern die Torschützenkrone im Norden. Auf dem Weg dazu gelingen dem 28-jährigen Schlegel in den Spielen gegen Holstein Kiel, Werder Bremen, St. Pauli (je zwei Tore), TV Eimsbüttel und VfL Wolfsburg (je drei) und am 30. Januar 1955 beim 8:0-Erfolg gegen den späteren Absteiger Harburger TB gleich vier Tore. In die Endrunde um die deutsche Fußballmeisterschaft 1955 startete Hamburg mit einem 1:0-Erfolg gegen den SV Sodingen durch ein Tor von Günter Schlegel in der 81. Minute. Den Einzug in das Finale verpasste der HSV durch die 1:2-Heimniederlage am 5. Juni vor 76.000 Zuschauern im Volksparkstadion gegen den 1. FC Kaiserslautern. Schlegel brachte die Hamburger in der vierten Minute mit 1:0 in Führung und war in allen sechs Endrundenspielen im Innensturm der Hamburger im Einsatz. Zur Titelverteidigung 1956 im Norden steuerte der Ex-Göttinger 19 Tore bei und unterstrich sein herausragendes Können auch in der Endrunde. Nach sechs Spielen der Gruppe II wiesen Borussia Dortmund und der HSV jeweils mit 9:3 Zählern Punktgleichstand auf und die Westfalen zogen lediglich durch das bessere Torverhältnis in das Finale ein, wo sie sich am 24. Juni 1956 in Berlin mit einem 4:2-Erfolg gegen den Karlsruher SC den deutschen Meistertitel holen konnten. Schlegel hatte wiederum alle sechs Endrundenspiele bestritten und dabei vier Tore erzielt. Im DFB-Pokal 1955/56 kam er beim Halbfinale gegen Fortuna Düsseldorf und am 5. August 1956 in Karlsruhe im Finale gegen den Titelverteidiger Karlsruher SC zum Einsatz. Zwei Tore von Bernhard Termath entschieden die Partie im Wildparkstadion für die Badener.
Ab der Saison 1956/57, jetzt gehörten auch die weiteren HSV-Talente Gerhard Krug, Uwe Reuter und Jürgen Werner dem Kreis der Stammformation an, rückte der 30-Jährige aus dem Angriff vermehrt in die Verteidigung. Er absolvierte 21 Spiele und schoss sechs Tore. In der Endrunde 1957 war er nur in Düsseldorf beim 2:1-Erfolg gegen den 1. FC Saarbrücken am 16. Juni auf der Linksaußenposition im Einsatz. Zu seiner vierten Nord-Meisterschaft 1958 steuerte Schlegel nochmals 20 Spiele mit vier Toren bei. In der Vorrunde war er auch bei der Halbfinalniederlage im DFB-Pokal 1957 am 24. November in Hannover gegen Fortuna Düsseldorf als rechter Verteidiger auf dem Platz. In der Endrunde 1958 bestritt er kein Gruppenspiel kam aber am 18. Mai in Hannover im Finale um die deutsche Meisterschaft als linker Verbinder gegen Schalke 04 zum Einsatz. Gegen die „Knappen“ konnte sich der HSV-Angriff mit Gerhard Krug, Klaus Stürmer, Uwe Seeler, Schlegel und Uwe Reuter bei der 0:3-Niederlage aber nicht durchsetzen.
Von 1953 bis 1958 absolvierte Günter Schlegel für den Hamburger SV in der Oberliga Nord 122 Spiele und erzielte dabei 71 Tore. In den Endrunden von 1955 bis 1958 kamen noch weitere 14 Spiele und sechs Tore hinzu. Der 32-Jährige schloss sich im Sommer 1958 Concordia Hamburg an und war in allen 30 Ligaspielen für „Cordi“ unter den Trainern Hans Rohde und ab März 1959 Martin Wilke, in der Saison 1958/59 im Einsatz. Sein letztes Oberligaspiel bestritt Schlegel am 29. November 1959 beim 3:0-Heimsieg gegen Eintracht Osnabrück. Nach insgesamt 293 Ligaspielen von 1949 bis 1959 mit 166 Toren beendete Günter Schlegel 1960 seine höherklassige Laufbahn.

## Ende der Laufbahn
Im nördlichen Hamburg, beim SC Poppenbüttel, ließ Schlegel seine Laufbahn ab der Saison 1960/61 in der Hansa Verbandsliga im Amateurlager ausklingen und widmete sich verstärkt seiner beruflichen Tätigkeit als Kaufmann.

## Weblink
- Spieler A–Z (Spundflasche), aufgesucht am 17. März 2020

| Personendaten    | Personendaten            |
| ---------------- | ------------------------ |
| NAME             | Schlegel, Günter         |
| KURZBESCHREIBUNG | deutscher Fußballspieler |
| GEBURTSDATUM     | 10. Januar 1926          |
| GEBURTSORT       | Zeitz, Deutschland       |
| STERBEDATUM      | 13. Februar 2004         |